# Cosmopterix ganymedes
Cosmopterix ganymedes là một loài bướm đêm thuộc họ Cosmopterigidae. Nó được tìm thấy ở Argentina (Salta) và Brasil (Goias).
Con trưởng thành được sưu tập vào tháng 4 và tháng 5. Cánh trước dài 3,7-4,1 mm. Loài này được đặt tên theo Ganymedes, một Mặt Trăng của Sao Mộc.